# Cum tacent, clamant
Cum tacent, clamant (с лат. — «Их молчание подобно крику», дословно «Когда они молчат, они кричат») — выражение Марка Туллия Цицерона из литературной обработки первой речи против Катилины (63 год до н. э.) при подавлении движения Луция Сергия Катилины против консула Рима (Цицерона).

## История

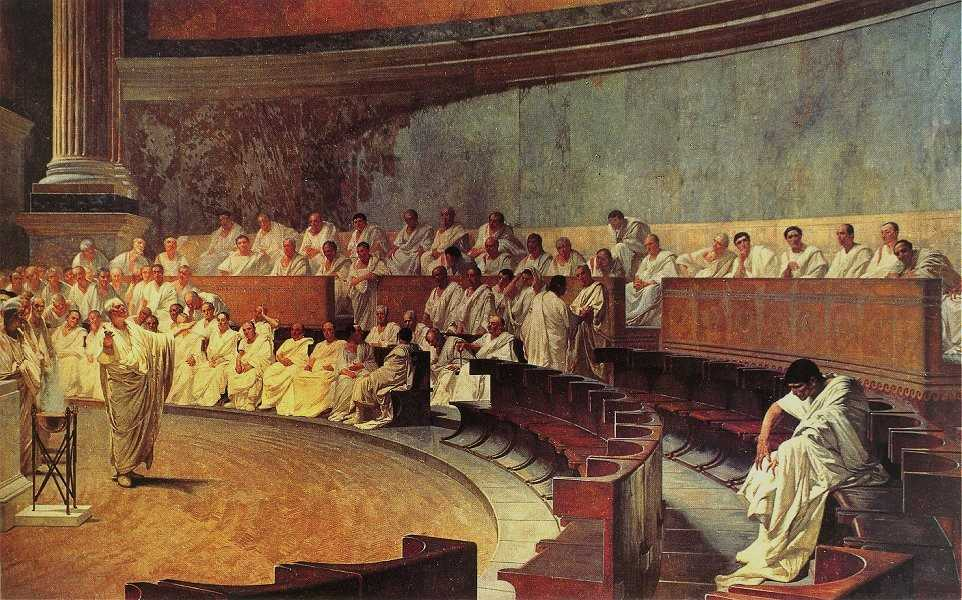
Цицерон произносит речь против Катилины

Катилина составил заговор против правительства Римской республики. Вторая половина консульства Цицерона была связана с борьбой против заговора своего противника. Когда дело дошло до судебного заседания, сенаторы, то есть соучастники Катилины, предательски молчали, тем самым подставляя своего товарища и подтверждая, что они действительно допустили нарушение законной процедуры. В итоге заговорщиков объявили врагами государства, Катилине было приказано уйти в изгнание.

## Цитата
| Латинское выражение                 | Перевод на русский язык                               |
| ----------------------------------- | ----------------------------------------------------- |
| De te, Catilina, cum tacent clamant | О тебе, Катилина, тем, что молчат (молчанием), кричат |